# ال‌سی‌ای‌سی کلاس ایست
ال‌سی‌ای‌سی کلاس ایست (به انگلیسی: Aist-class LCAC) یک کلاس از کشتی است که طول آن ۴۷٫۳ متر (۱۵۵ فوت ۲ اینچ) می‌باشد.